# ボポル
ボポル（英語: Bopolu）はリベリアの都市である。バルポル郡の中心地（郡都）である。モンロビアの北100kmに位置する。2008年の調査で人口は2,908人（男：1,547人、女：1,361人）である。
米とキャッサバの栽培が主な産業である。